# Eragrostis maypurensis
Eragrostis maypurensis är en gräsart som först beskrevs av Carl Sigismund Kunth, och fick sitt nu gällande namn av Ernst Gottlieb von Steudel. Eragrostis maypurensis ingår i släktet kärleksgrässläktet, och familjen gräs. Inga underarter finns listade i Catalogue of Life.